# Wrocławska Przędzalnia Czesankowa (Welt-Tex)
Wrocławska Przędzalnia Czesankowa (Wel-Tex) – zakład włókienniczy położony na ul. Stabłowickiej we Wrocławiu.
Przędzalnia powstała w 1890 roku. Została założona przez przedstawiciela rodziny Scholler mieszkającego w Stabłowicach. Na potrzeby zakładu wybudowano nad pobliską Bystrzycą elektrownię wodną, a także osiedle domków jednorodzinnych dla pracowników przędzalni, zlokalizowane po drugiej stronie ul. Stabłowickiej.
Od początku zakład zajmował się produkcją bawełny. W 1908 roku fabryka połączyła się z Zakładami w Eitorf (Schoerllersche und Eitorfer Kammgarnspinnerei AG) i tam też przeniosło się kierownictwo przędzalni. Podczas II wojny światowej w zakładzie odbywała się produkcja na potrzeby wojska. Po 1945 roku wrocławska przędzalnia oddzieliła się od zakładów Eitorf (bardzo zniszczonych podczas działań wojennych) i przyjęła nazwę Stabłowicka Przędzalnia Czesankowa, a potem Wrocławska Przędzalnia Czesankowa, Wel-Tex. Podobnie jak w czasach przedwojennych, zakład prowadził klub sportowy o nazwie „Włókniarz” (przed wojną „Spinnerei”).
W latach 90. zakład przeszedł zmiany, a ostatecznie zakończył działalność w 1999 roku.
W nocy z 25 na 26 stycznia 2020 roku doszło do pożaru, w wyniku którego spłonął dach oraz wnętrze hali. W zadowalającym stanie zachowały się jedynie mury.